# رولف مو
رولف مو هو مهندس نرويجي، ولد في 24 سبتمبر 1917، وتوفي في 11 ديسمبر 1999.